# Michał Szafrański
Michał Szafrański (ur. 17 lutego 1973 w Warszawie) – były dziennikarz publikujący w „Computerworldzie”, „Gazecie Wyborczej” i „Bajtku”, polski bloger specjalizujący się w tematyce finansowej, self-publisher i ekspert finansowy, ekspert finansów osobistych.

## Bloger
Właściciel bloga o tematyce finansowej jakoszczedzacpieniadze.pl, który prowadził w latach 2012−2022. Blog w 2013 roku zdobył tytuł „Najbardziej inspirującego bloga”  oraz „Społecznie odpowiedzialnego blogera” w 2014 roku w plebiscycie Blog Forum Gdańsk 2014. Laureat konkursu Blog Roku organizowanego przez Onet.pl, oraz nominowany do Nagrody Kisiela tygodnika „Wprost” w roku 2016.  W 2018 roku blog został uznany przez Tomasza Tomczyka, występującego pod pseudonimem Jason Hunt, jednego z najbardziej rozpoznawalnych postaci polskiej blogosfery, za jeden z najbardziej wpływowych blogów w Polsce.. Blog w trzy miesiące zarobił 178 tys. zł.
Nie posiada wykształcenia ekonomicznego i nigdy nie pracował w sektorze finansowym.

## Publikacje
W 2016 roku wydał swój poradnik Finansowy Ninja samodzielnie, czyli w modelu self-publishing, bez wsparcia tradycyjnego wydawcy. Koszty wydania poradnika zwróciły się autorowi po 48 godzinach od rozpoczęcia sprzedaży, poradnik odniósł sukces wydawniczy i pobił rekord sprzedażowy polskiego self-publishingu przynosząc rekordowe zyski. Sprzedaż poradnika, jeszcze przed oficjalną premierą w pierwszym miesiącu, wyniosła 5 tysięcy egzemplarzy a do końca przedsprzedaży (przedsprzedaż była prowadzona od 1 lipca 2016 do 26 sierpnia 2016 r.) wyniosła blisko 10 tysięcy egzemplarzy. Po pięciu miesiącach od wydania sprzedaż wyniosła blisko 20 tysięcy egzemplarzy (17 532 egzemplarzy papierowych, 1701 e-booków) co dało autorowi 880 tysięcy złotych zysku netto. Rok od wydania książka Szafrańskiego rozeszła się w nakładzie ponad 41 tysięcy egzemplarzy przynosząc autorowi dochód ponad 1,5 mln zł. Autor podaje, że do końca marca 2018 r. sprzedał 58442 egzemplarze, generując przychód brutto przekraczający 5 milionów złotych. W październiku 2018 łączona sprzedaż wyniosła ponad 62 tysiące egzemplarzy.
Bezskutecznie poszukiwał wydawcy dla swego poradnika od 2013 roku. Po jego samodzielnym wydaniu i sukcesie nie kryje, że "z wydawcą się nie da zarobić". Był zdania, że aby osiągnąć porównywalny z samodzielnie osiągniętym przez niego wynikiem sprzedażowym z „tradycyjnym wydawcą” musiałby sprzedać 373 tys. egzemplarzy. Kolejną książkę wydał jednak w tradycyjnym modelu wydawniczym.
Szafrański jest autorem podręcznika: Windows 95 – Opis wersji polskiej i paneuropejskiej. (Wydawnictwo Intersoftland, Warszawa 1995. ISBN 83-86389-85-0). Książka sprzedała się w nakładzie 40 tys. egzemplarzy. W 2018 wydał również Zaufanie, czyli waluta przyszłości.

## Działalność charytatywna
Autor nieodpłatnie przekazał ponad 1000 egzemplarzy swojej książki bibliotekom oraz ponad 133 tys. zł Polskiej Akcji Humanitarnej i fundacji Pajacyk.